# Empty Space (álbum de Luís Gil Bettencourt)
Empty Space é o primeiro álbum de estúdio lançado pelo músico Luís Gil Bettencourt em 1985. Destacam-se os singles "Searching" e "Dreams".
O álbum foi produzido por Luís Gil Bettencourt, que também foi responsável pela mistura, em conjunto com José Fortes. Contou ainda com a participação dos músicos Rui Vaz (Gaita de foles), Roberto Bettencourt (Baixo), Kenny Marcou (Bateria), Gil Alves, Sérgio Mestre (Flauta), Ana Paula Andrade, Emanuel Frazão (Teclado).

## Faixas[3]
1. "One Way" (4:30)
2. "Just A Child" (5:13)
3. "Time" (4:30)
4. "Broken Stairs" (3:35)
5. "Searching" (3:09)
6. "Dreams" (3:38)
7. "Tell Me" (3:47)
8. "Empty Space" (6:10)
9. "Tight Rope" (3:48)